# Pedro Aguirre Cerda

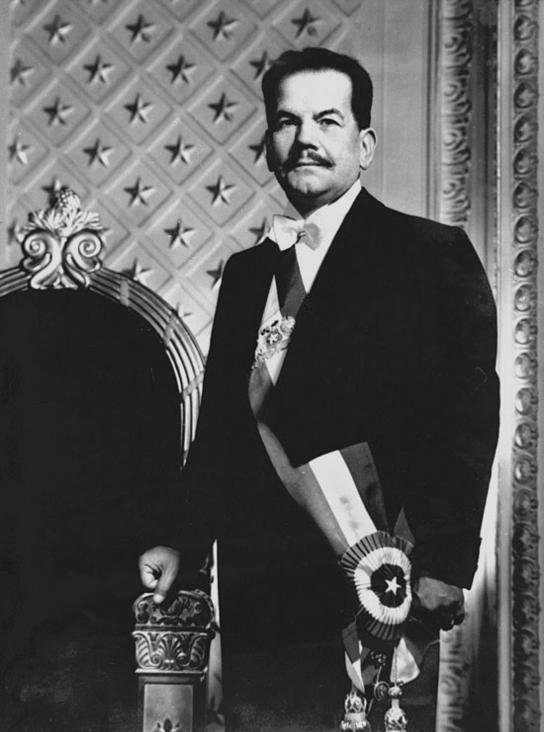
Pedro Aguirre Cerda

Pedro Avelino Aguirre Cerda (Pocuro, 6 de fevereiro de 1879 — 25 de novembro de 1941) foi um político, advogado e educador chileno formado pela Faculdade de Direito da Universidade do Chile; presidente de seu país entre 1938 e 1941, ano em que faleceu. Militante do Partido Radical, em seu governo deu grande impulso à educação, sob o lema "governar é educar". Era descendente de basco.